# Anton Joksch
Anton Joksch (13 de abril de 1990, data de morte desconhecida) foi um ciclista alemão. Participou nos Jogos Olímpicos de Amsterdã 1928, onde defendeu as cores do seu país competindo na prova de perseguição por equipes.